# Siergiej Kostariew
Siergiej Władimirowicz Kostariew (ros. Сергей Владимирович Костарев; ur. 25 marca 1966) – rosyjski szpadzista reprezentujący ZSRR i Wspólnotę Niepodległych Państw, brązowy medalista olimpijski i dwukrotny medalista mistrzostw świata.
Na igrzyskach olimpijskich w Barcelonie w 1992 roku reprezentacja WNP w składzie Pawieł Kołobkow, Andriej Szuwałow, Serhij Krawczuk, Siergiej Kostariew i Walerij Zachariewicz zdobyła drużynowo brązowy medal. W rywalizacji indywidualnej nie startował. Był to jego jedyny start olimpijski.
Podczas mistrzostw świata w Budapeszcie w 1991 roku wspólnie z Kaido Kaabermą, Pawłem Kołobkowem, Serhijem Krawczukiem i Andriejem Szuwałowem zdobył złoty medal w zawodach drużynowych. Na tej samej imprezie zdobył również brązowy medal w turnieju indywidualnym, plasując się za Andriej Szuwałowem i reprezentującym Niemcy Robertem Felisiakiem.